# Poecilasthena pulchraria
Poecilasthena pulchraria är en fjärilsart som beskrevs av Doubleday 1843. Poecilasthena pulchraria ingår i släktet Poecilasthena och familjen mätare. Inga underarter finns listade i Catalogue of Life.

## Bildgalleri

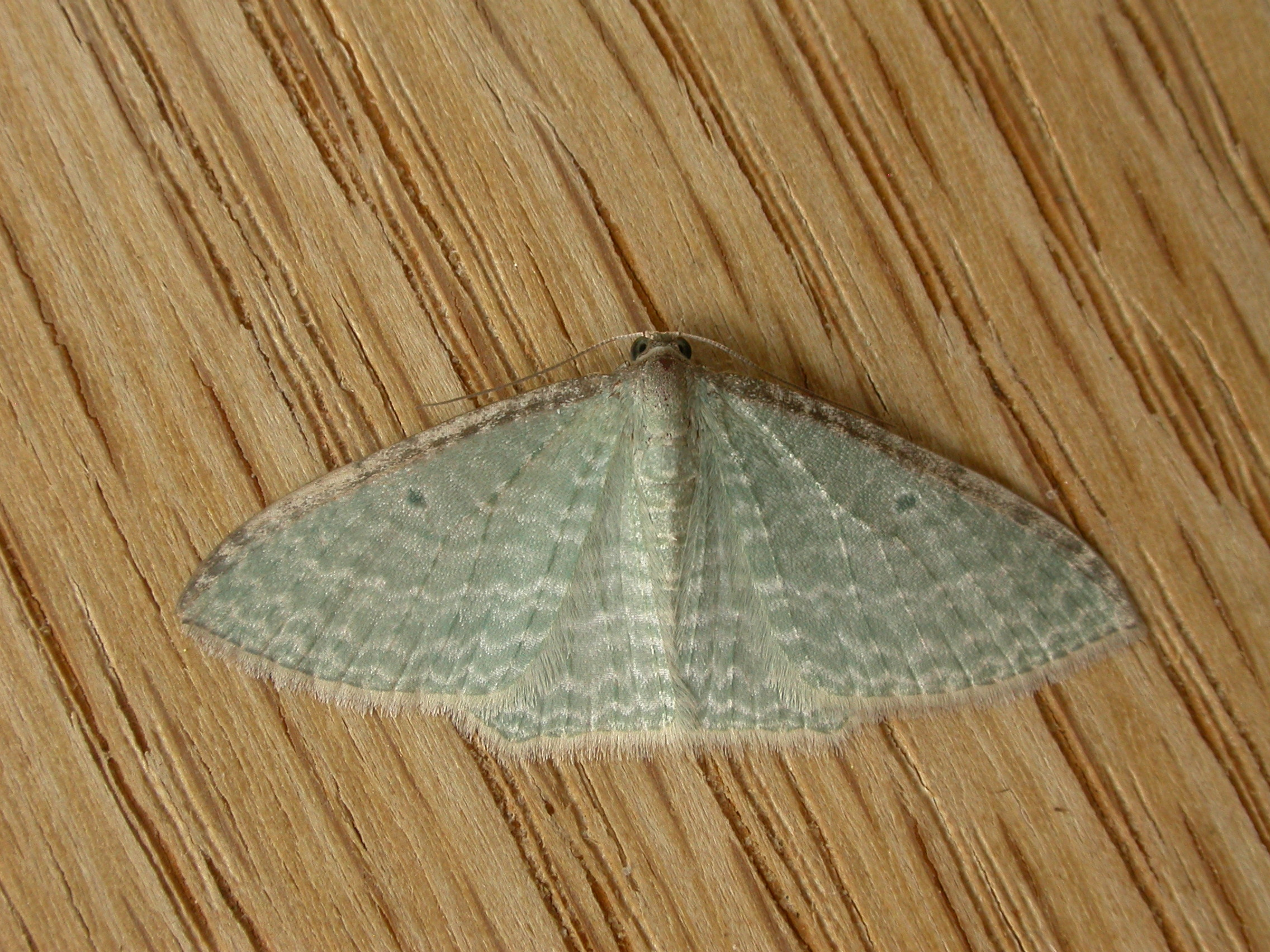